# Diocesi di Évry-Corbeil-Essonnes
La diocesi di Évry-Corbeil-Essonnes (in latino Dioecesis Evriensis-Corbiliensis-Exonensis) è una sede della Chiesa cattolica in Francia suffraganea dell'arcidiocesi di Parigi. Nel 2021 contava 897.900 battezzati su 1.296.130 abitanti. È retta dal vescovo Michel Armand Alexis Jean Pansard.

## Territorio

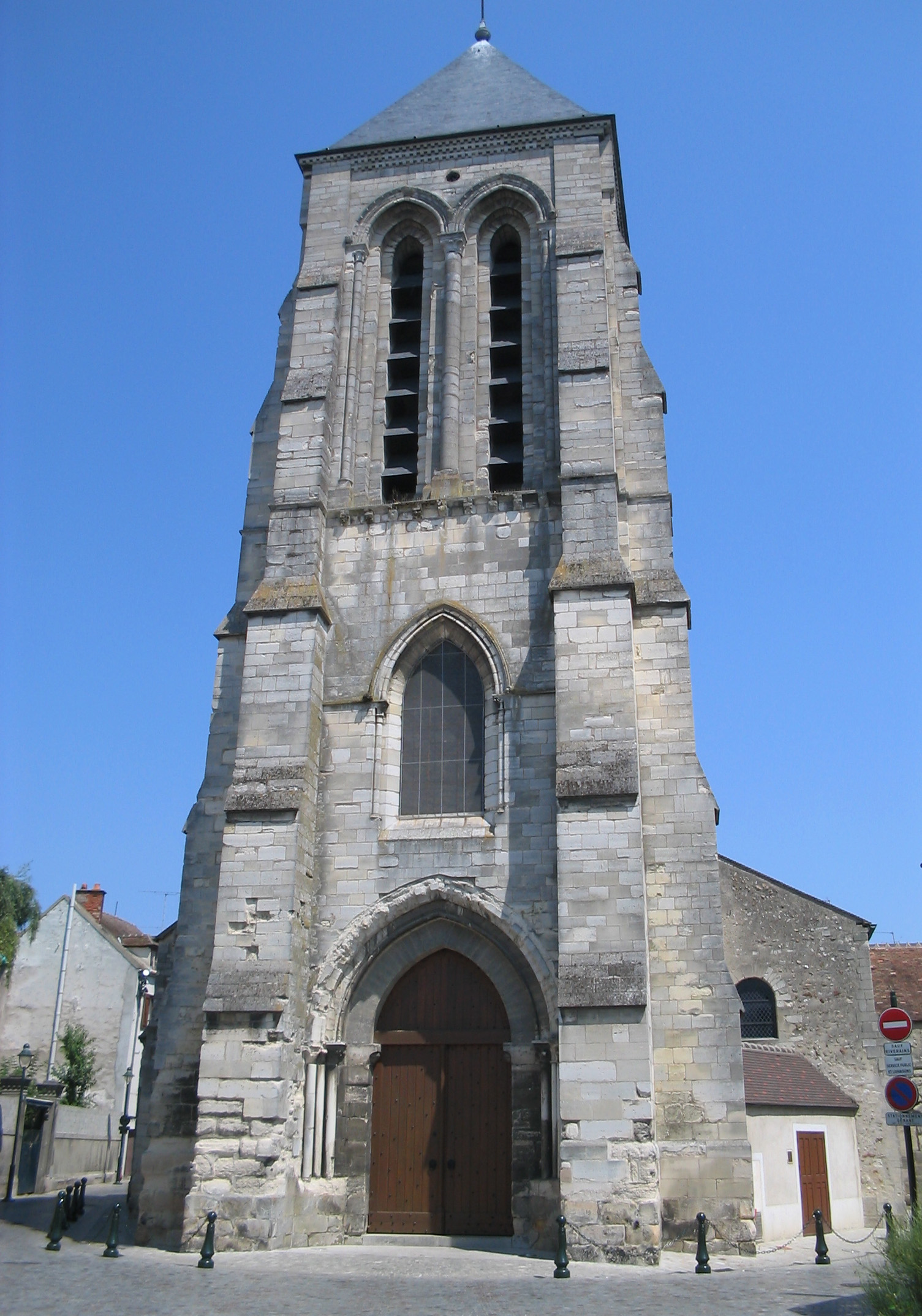
La concattedrale di Sant'Esuperio di Corbeil-Essonnes.

La diocesi comprende il territorio del dipartimento francese dell'Essonne, a cui si aggiungono i comuni di Bonnelles e Sainte-Mesme nel dipartimento delle Yvelines. Confina ad ovest con la diocesi di Versailles, a nord con quelle di Nanterre e di Créteil, ad est con la diocesi di Meaux e a sud con quelle di Chartres e di Orléans.
Sede vescovile è la città di Évry, dove si trova la cattedrale della Resurrezione. A Corbeil-Essonnes sorge la concattedrale di Sant'Esuperio. A Longpont-sur-Orge si trova la basilica minore della Madonna di Buonaguardia (Notre-Dame de Bonne-Garde).
Il territorio si estende su 1.804 km² ed è suddiviso in 102 parrocchie, raggruppate in 5 decanati e 22 settori parrocchiali.

## Storia
La diocesi di Corbeil fu eretta il 9 ottobre 1966 con la bolla Qui volente Deo di papa Paolo VI, ricavandone il territorio dalla diocesi di Versailles. La diocesi appartiene, fin dalla fondazione, alla provincia ecclesiastica dell'arcidiocesi di Parigi. Fu nominato primo vescovo Albert-Georges-Yves Malbois, che era vescovo ausiliare a Versailles.
La primitiva sede vescovile era la città di Corbeil, dove venne eretta a cattedrale la chiesa di Sant'Esuperio, dedicata al primo vescovo di Bayeux e costruita a partire dal XII secolo.
Ha assunto il nome di diocesi di Évry-Corbeil-Essonnes l'11 giugno 1988, in forza del decreto Cum intra fines della Congregazione per i Vescovi. Contestualmente la sede episcopale è stata trasferita nella città di Évry. La nuova cattedrale è stata consacrata l'8 maggio 1997 e ha ricevuto la visita di papa Giovanni Paolo II il 22 agosto successivo.
La diocesi ha celebrato due sinodi, che si sono svolti nei trienni 1987-1990 e 2004-2007.

## Cronotassi dei vescovi
Si omettono i periodi di sede vacante non superiori ai 2 anni o non storicamente accertati.
- Albert-Georges-Yves Malbois † (9 ottobre 1966 - 13 settembre 1977 dimesso)
- Guy Alexis Herbulot † (12 maggio 1978 - 15 aprile 2000 ritirato)
- Michel Marie Jacques Dubost, C.I.M. (15 aprile 2000 - 1º agosto 2017 ritirato)
- Michel Armand Alexis Jean Pansard, dal 1º agosto 2017

## Statistiche
La diocesi nel 2021 su una popolazione di 1.296.130 persone contava 897.900 battezzati, corrispondenti al 69,3% del totale.
| anno | popolazione | popolazione | popolazione | presbiteri | presbiteri | presbiteri | presbiteri                | diaconi | religiosi | religiosi | parrocchie |
| anno | battezzati  | totale      | %           | numero     | secolari   | regolari   | battezzati per presbitero | diaconi | uomini    | donne     | parrocchie |
| ---- | ----------- | ----------- | ----------- | ---------- | ---------- | ---------- | ------------------------- | ------- | --------- | --------- | ---------- |
| 1969 | ?           | 676.000     | ?           | 499        | 181        | 318        | ?                         |         | 395       | 1.191     | 110        |
| 1980 | 720.000     | 1.100.000   | 65,5        | 264        | 166        | 98         | 2.727                     | 2       | 98        | 975       | 210        |
| 1990 | 915.000     | 1.306.000   | 70,1        | 190        | 127        | 63         | 4.815                     | 10      | 130       | 786       | 206        |
| 1999 | 846.000     | 1.202.000   | 70,4        | 179        | 111        | 68         | 4.726                     | 30      | 118       | 624       | 108        |
| 2000 | 846.000     | 1.200.000   | 70,5        | 167        | 112        | 55         | 5.065                     | 30      | 104       | 566       | 108        |
| 2001 | 799.000     | 1.134.000   | 70,5        | 166        | 113        | 53         | 4.813                     | 30      | 107       | 552       | 108        |
| 2002 | 799.000     | 1.145.681   | 69,7        | 181        | 122        | 59         | 4.414                     | 31      | 111       | 569       | 108        |
| 2003 | 791.234     | 1.134.546   | 69,7        | 177        | 120        | 57         | 4.470                     | 30      | 97        | 528       | 108        |
| 2004 | 791.234     | 1.134.546   | 69,7        | 174        | 123        | 51         | 4.547                     | 31      | 84        | 580       | 110        |
| 2006 | 795.000     | 1.139.000   | 69,8        | 170        | 122        | 48         | 4.676                     | 33      | 83        | 534       | 110        |
| 2013 | 852.900     | 1.232.000   | 69,2        | 143        | 111        | 32         | 5.964                     | 37      | 77        | 377       | 110        |
| 2016 | 863.612     | 1.246.213   | 69,3        | 146        | 106        | 40         | 5.915                     | 37      | 163       | 222       | 104        |
| 2019 | 901.000     | 1.300.000   | 69,3        | 135        | 109        | 26         | 6.674                     | 40      | 60        | 261       | 102        |
| 2021 | 897.900     | 1.296.130   | 69,3        | 131        | 99         | 32         | 6.854                     | 41      | 53        | 263       | 102        |